# 구메촌 (에히메현 온센군)
구메촌(久米村)은 일본 에히메현 온센군에 설치되었던 촌이다. 현재의 마쓰야마시의 일부에 해당한다.